# Polizeiruf 110: Smoke on the Water
Smoke on the Water ist ein Fernsehfilm aus der ARD-Krimireihe Polizeiruf 110. Der Film wurde im Auftrag des BR unter der Regie von Dominik Graf produziert und am Sonntag, den 19. Oktober 2014 erstmals im Ersten ausgestrahlt. Es ist der achte Fall des Münchner Polizeiruf-Ermittlers Hanns von Meuffels.

## Handlung
Die junge Journalistin Anne ten Hoff wird in München in ihrer Wohnung erschlagen. Kriminalhauptkommissar Hanns von Meuffels entlockt nach einem langen Verhör dem erfolglosen Musiker Mischa Eigner ein Geständnis.
Corry Hüsken, die Freundin des Mordopfers, bezweifelt die Tat des Musikers und das Tatmotiv der Eifersucht. Sie bringt von Meuffels dazu, den Fall nochmals zu recherchieren. Da in der Wohnung des Opfers keinerlei Unterlagen zu ihren letzten journalistischen Arbeiten gefunden werden, ist es durchaus denkbar, dass sie einem Skandal auf der Spur war. Ihre Aufmerksamkeit galt in letzter Zeit den Verbier-Werken, die ein neues Satelliten-Leitsystem entwickelt haben, das für die Rüstungsindustrie sehr interessant ist. Förderer und Befürworter dieser Forschungen ist der EU-Politiker Dr. Joachim von Cadenbach, der deshalb von Friedensaktivisten angefeindet wird und sich nach dem Tod der Journalistin um seine Sicherheit und die seiner Familie sorgt.
Neben dem Kommissar ermittelt auch Corry Hüsken in dem Fall und findet heraus, dass sich von Cadenbach und Mischa Eigner schon aus der Schulzeit kennen. Zu ihnen gehörte auch Christian Strobl, der einen Tag nach der Ermordung der Journalistin spurlos verschwunden ist. Von Meuffels kann ihn ausfindig machen und Strobl erklärt aus Angst untergetaucht zu sein, da er von einem Finanzskandal um Cadenbach wisse, den die Journalistin aufdecken wollte. Da sie umgebracht wurde, fürchtet auch er um sein Leben. Seinem Wissen nach geht es um eine Schwarzgeldaffäre in Milliardenhöhe, in die viele Politiker mit verstrickt sind, die keinerlei Interesse daran haben, dass dies öffentlich wird. Strobl hält es für möglich, dass von Cadenbach den brotlosen Künstler Eigner gekauft und für sein Geständnis bezahlt hat. Von Meuffels kann Eigner jedoch nicht mehr dazu befragen, denn dieser wird erhängt in seiner Zelle gefunden. Zudem muss er feststellen, dass sogar seine Polizeikollegen von Cadenbach „gekauft“ wurden. Er vermutet sogar, dass die Beamten Eigner eigenhändig stranguliert haben und es kein Selbstmord war.
Von Meuffels geht nun in die Offensive und konfrontiert von Cadenbach mit seinen Erkenntnissen. Er fordert einen DNA-Abgleich mit Spuren am Tatort, was Klarheit bringen würde. Doch ehe er Cadenbach festnehmen kann, stürmen zwei maskierte Polizisten in die Villa des Politikers und nehmen alle Anwesenden als Geiseln. Sie lassen keinen Zweifel daran, die fünf Menschen töten zu wollen und es als Anschlag von Terroristen zu tarnen. Cadenbachs Sekretärin gelingt es, eine Pistole im Haus zu finden und einen der Polizisten zu erschießen. Auf sich allein gestellt ist der zweite Täter machtlos gegenüber den Geiseln. Sie flüchten aus der Villa und von Meuffels nimmt von Cadenbach fest.
Von Cadenbach hatte mit dem Opfer eine mehrwöchige Affäre. Als er herausfand, dass sie ihn nur benutzt und ausgehorcht hatte, stellte er sie zur Rede und wollte das Material, das sie über und von ihm gesammelt hatte. Im Streit erschlug er dann die Journalistin und bat Mischa Eigner ihm zu helfen – in dem Wissen, dass der Musiker ein finanziell lukratives Angebot nicht ausschlagen würde.

## Hintergrund
Die Dreharbeiten fanden vom 6. Mai 2014 bis zum 4. Juni 2014 in München und Umgebung (Pähl und Raisting) statt.

## Rezeption

### Kritiken
Rainer Tittelbach von tittelbach.tv schreibt: „Hanns von Meuffels bekommt es im ‚Polizeiruf 110 – Smoke on the Water‘ mit einem blaublütigen Überflieger zu tun, der sich gebärdet wie ein Provinzkönig. Hat dieser einen anderen bezahlt, damit der sein Todschlagdelikt absitzt? Oder walten in und um Cadenbach globalere Kräfte, für die ein, zwei Morde Peanuts sind? Das Wechselspiel von Macht und Ohnmacht treibt diesen Film an, der in einem wahnwitzig brutalen 15-minütigen Totentanz sein verzweifeltes Ende findet. Dominik Graf quält mit diesem Thriller Sonntagskrimi-Fans weniger als zuletzt. Das liegt auch an der großen Sinnlichkeit, mit der er Schütters komplexes Drehbuch umsetzt. Atmosphärisch, cool, schräg, politisch & ein bisschen sexistisch.“

„Vor- und Rückblenden, lange Zooms und eingefrorene Bilder: Regisseur Dominik Graf, der schon mit seinem letzten Münchner ‚Tatort‘ die Zuschauer auf die Barrikaden trieb, bearbeitet den Plot von Drehbuchautor Günter Schütter wie ein Freejazzer einen klassischen Song. […] Lob dafür dem Bayerischen Rundfunk: Nach dem wunderbar melancholischen Gustav-Mahler-‚Polizeiruf‘ vor zwei Monaten kommt nun ein entfesselter Ornette-Coleman-‚Polizeiruf‘ aus München.“

„Gespielt ist das alles hervorragend. Und auch einige Überraschungen hält die Dramaturgie bereit. Die Geschichte aber ächzt gewaltig unter ihrem politisch-soziologischen Überbau, der zu wenig ironisch konstruiert ist, um als Satire durchzugehen. Mit etwas weniger kitschiger Machtkritik ginge ‚Smoke on the Water‘ als coltrauchende Parodie auf das Europa-Bild der Linkspartei durch.“

### Einschaltquoten
Die Erstausstrahlung von Smoke on the Water am 19. Oktober 2014 wurde in Deutschland von 7,29 Millionen Zuschauern gesehen und erreichte einen Marktanteil von 21,1 Prozent für Das Erste.